# The Kansan
The Kansan – amerykański film z 1943 roku w reżyserii George’a Archainbauda.

## Obsada
- Richard Dix jako John Bonniwell
- Jane Wyatt jako Eleanor Sager
- Albert Dekker jako Steve Barat
- Eugene Pallette jako Tom Waggoner
- Victor Jory jako Jeff Barat
- Robert Armstrong jako Malachy
- Beryl Wallace jako subretka
- Clem Bevans jako Clem, dozorca przy moście
- Hobart Cavanaugh jako burmistrz Josh Hudkins
- Francis McDonald jako Gil Hatton
- Willie Best jako Bones
- Douglas Fowley jako Ben Nash
- Rod Cameron jako Kelso
- Eddy Waller jako Ed Gilbert, wydawca gazety
- Ray Bennett jako posłaniec
- Jason Robards Sr. jako kasjer w banku (niewymieniony w czołówce)
- George Reeves jako Jesse James (niewymieniony w czołówce)
- Forrest Taylor jako lekarz (niewymieniony w czołówce)
- Jack Norton jako pijak w saloonie (niewymieniony w czołówce)
- Robert Frazer jako gracz w saloonie (niewymieniony w czołówce)
- Jack Mulhall jako Walter (niewymieniony w czołówce)

## Nagrody i nominacje
| Nazwa nagrody | Wygrane            | Nominacje                                                     |
| ------------- | ------------------ | ------------------------------------------------------------- |
| Oscar         | 1944 bez rezultatu | 1944 Najlepsza muzyka w dramacie lub komedii Gerard Carbonara |